# ゼップ・ピオンテック
ゼップ・ピオンテック（Josef "Sepp" Emanuel Hubertus Piontek, 1940年3月5日 - ）はドイツ出身のサッカー指導者、元サッカー選手。選手時代のポジションはディフェンダー（右サイドバック）。

## 経歴

### 選手時代
1949年にVfLゲルマニア・レーアでサッカーを始め、1960年にヴェルダー・ブレーメンへ移籍。選手時代はDFを務め、1964-65シーズンにはホルスト＝ディーター・ヘットゲスらとともにブンデスリーガ初優勝に貢献した。西ドイツ代表としては1965年3月13日に行われたイタリア代表との国際親善試合でデビューし、国際Aマッチ6試合に出場した。
1970年に深刻な膝の怪我を負ったため、試合出場の機会を失った。その後、オフシーズンの間に指導者ライセンスを取得し、1971年10月にブレーメンのコーチに就任したことで選手としてのキャリアを事実上終え、翌1972年6月3日に行われたSCロートヴァイス・オーバーハウゼン戦が最後の試合出場となった。

### 引退後
現役引退後、古巣のブレーメンの監督を3シーズン務めたが目立った成績を残すことはできず、1975年からはフォルトゥナ・デュッセルドルフの監督を務めたが1シーズンで解雇された。1976年にハイチ代表の監督に就任して1978 FIFAワールドカップ・予選に挑んだが僅差で本大会出場を逃し、1978年からはブンデスリーガ2部のFCザンクト・パウリの監督を務めた。
1979年7月1日、デンマーク代表の監督に就任した。デンマークサッカー協会は当初、ヘネス・バイスバイラーやヘルムート・ヨハンセンの監督就任を希望しており、ピオンテックは3番手の候補だった。
当時のデンマークにはプロリーグが存在せず、代表チームも予選敗退が続いていたが、その一方でアラン・シモンセン、モアテン・オルセン、セーレン・レアビー、プレーベン・エルケーア・ラルセン、ミカエル・ラウドルップをはじめとした、国外でプレーをする優秀な選手達を有していた。就任当初、ピオンテックはデンマーク語を理解していなかったが、数週間でこれを修得すると、個々の選手達にフォア・ザ・チームの必要性を説いたという。また、プレスディフェンスや、状況に応じて4-4-2フォーメーションから3-5-2フォーメーションに変形する柔軟な戦術を採用した。
UEFA欧州選手権1984予選ではイングランド代表と同じ組に入る厳しい組み合わせとなったが、1983年9月21日に敵地ロンドンで行われたイングランド代表戦で1-0と勝利し（シモンセンのゴール）、最終的に予選3組で1位となり本大会出場を決めた。1984年にフランスで開催された本大会では準決勝でスペイン代表にPK戦の末に敗れたが、メディアやファンは「ヨハン・クライフを擁したオランダ代表の再来」と評した。
1986 FIFAワールドカップ・予選も突破し、同国を初のワールドカップ出場に導くと、1986年にメキシコで開催された本大会ではグループリーグでウルグアイ代表を6-1で下すなどベスト16進出。1988年に西ドイツで開催されたUEFA欧州選手権1988にも出場したが、この時期にはチーム力はピークを過ぎており、1990年2月に監督を退任した。
その後、トルコ代表やブルサスポルの監督を務めた後、1995年にデンマークに戻り、オールボーBKやシルケボーIFを指揮、2000年から2002年にかけてグリーンランド代表を率いたのを最後に監督業から退いた。